# Liste der Bischöfe von Tortosa
Die folgenden Personen waren Bischöfe von Tortosa, Katalonien (Spanien):
- San Rufo 64–90?
- Macia II. Jahrhundert
- Quart ca. 156
- Eustorqui III. Jahrhundert
- Exuperanci ?–369
- Herodot IV. Jahrhundert
- Lirios 364–399
- Heros ca. 400
- Ervici VI. Jahrhundert
- Ursus 516–525
- Assellus 525–546
- Maurili 546–580
- Julia 580–589
- Froïscle 589–599
- Rufi 614–633
- Joan 633–638
- Afrilla 653–683
- Cecili 683–688/90
- Inviolat 693–715
- Vakanz durch Muslimische Herrschaft
- Patern 1058
- Berenguer XI. Jahrhundert
- Jofre 1151–1165
- Ponç de Monells 1165–1193
- Gombau de Santa Oliva 1194–1212
- Ponç de Torrella 1212–1254
- Bernat d’Olivella 1254–1272
- Arnau de Jardí 1272–1306
- Dalmau de Montoliu 1306
- Pere de Batet 1307–1310
- Francesc de Paulhac 1310–1316
- Berenguer de Prat 1316–1341
- Guillem de Sentmenat 1341
- Arnau de Lordat 1341–1346
- Bernat d’Oliver 1346–1348
- Jaume Sitjó i Carbonell 1348–1351
- Esteve Malet 1351–1356
- Joan Fabra 1357–1362
- Jaume de Prades i de Foix 1362–1369
- Guillem de Torrelles 1369–1379
- Hug de Llupià-Bages 1387–1398
- Pero de Luna y de Albornoz 1399–1403 (Administrator)
- Lluís de Prades i d’Arenós 1404
- Francesc Climent (dit Sa Pera) 1407–1410
- Pero de Luna 1410–1414 (Administrator)
- Ot de Montcada i de Luna 1415–1473
- Alfons d’Aragó 1475–1513
- Lluís Mercader 1514–1516
- Adrian Floriszoon Boeyens 1516–1522, der spätere Papst Hadrian IV.
- Wilhelm von Enckenvoirt 1523–1534
- Antoni de Calcena 1537–1539
- Jeroni de Requesens 1542–1548
- Ferran de Lloaces 1553–1560
- Martín de Córdoba y Mendoza 1560–1574
- Joan Izquierdo 1574–1585
- Joan Terés i Borrull 1586–1587
- Joan Baptista Cardona 1587–1589
- Gaspar Punter i Barreda 1590–1600
- Pedro Manrique 1601–1611
- Fra Isidor Aliaga 1611–1612
- Alfonso Márquez de Prado 1612–1616
- Lluís de Tena 1616–1622
- Agustín Spínola Basadone 1623–1626
- Justino Antolínez de Burgos y de Saavedra 1628–1637
- Giovanni Battista Veschi 1641–1655
- Gregorio Parcero 1656–1663
- Josep Fageda 1664–1685
- Sever Tomàs i Auter 1685–1700
- Silvestre Garcia Escalona 1702–1714
- Juan Miguélez de Mendaña 1715–1717
- Bartolomé Camacho y Madueño 1720–1757
- Francesc Borrull 1757–1758
- Luís García Mañero 1760–1765
- Bernardo Velarde y Velarde 1765–1779
- Pedro Cortés y Larraz 1780–1786
- Victoriano López Gonzalo 1787–1790
- Antonio José Salinas Moreno 1790–1812
- Manuel Ros de Medrano 1815–1821
- Víctor-Damián Sáez y Sánchez Mayor 1824–1839
- Damián Gordo y Sáez 1848–1854
- Gil Esteve i Tomàs 1858
- Miquel Pratmans i Llambés 1860–1861
- Benet Vilamitjana i Vila 1862–1879
- Francisco Aznar y Pueyo 1879–1893
- Pere Rocamora i Garcia 1894–1925
- Félix bilbao y Ugarriza 1926–1943
- Manuel Moll i Salord 1943–1968
- Ricard-Maria Carles i Gordó 1969–1990
- Lluís Martínez Sistach 1991–1997
- Javier Salinas Viñals 1997–2012
- Enrique Benavent Vidal, 2013–2022, dann Erzbischof von Valencia
- Sergi Gordo Rodríguez, seit 2023